# Funktionsrättsrörelsens historia i Sverige
Funktionsrättsrörelsen har en lång historia i Sverige. Tidigare förekom termerna Handikapprörelsen, och Funktionshinderrörelsen, men termerna har fallit ur bruk. De första organisationerna uppstod under andra hälften av 1800-talet och berodde delvis på institutionsvårdsformen vanföreanstalt.

## 1800-talet
Den första funktionshinderorganisationen som bildades i Sverige var Döfstumsföreningen (senare Stockholms Dövas förening). Föreningen bildades 1868 för att skaffa arbete, understödja döva medlemmar i ekonomiska svårigheter samt att verka för utbildning. Drygt 20 år senare bildades De Blindas Förening (1889) med samma syfte. Organisationerna växte med tiden och fick lokalavdelningar över hela landet varför riksorganisationer kom att bildas. De Blindas Förbund bildade riksorganisation 1916 med bibehållet namn men har senare döpt om sig till Synskadades Riksförbund. År 1922 bildade dövstumsföreningarna riksorganisation under namnet Sveriges Dövas Riksförbund.

## 1900-talet

### 1940-talet
Samarbetskommittén för Partiellt Arbetsföra bildas 1942. Styrelsen bestod av Ernst Retsler och Charles Hedkvist från De Blindas Förening Erik Frithiof och Johannes Sandrén från De Lungsjukas, Algot Bergström och Olof Nilsson från Riksorganisationen De Vanföras Väl och Axel Johansson från Svenska Föreningen för Dövas Väl.

### 1960-talet
Organisationen bytte 1962 namn till Handikapporganisationernas Centralkommitté (HCK). Organisationer för utvecklingsstörda, rörelsehindrade samt epileptiker gick med i HCK. Neurologiskt Handikappades Riksförbund gick med i samarbetet samtidigt som organisationerna De blindas förening och Föreningen för de dövas väl ställde sig utanför. Vid HCK:s rikskonferens 1972 antogs principprogrammet Ett samhälle för alla.

### 1990-talet
Organisationen tog namnet Handikappförbundens samarbetsorgan 1993 och nya stadgar markerade förbundens ställning och behovet av samarbete. Samma år antog FN:s generalförsamling 22 standardregler som beskriver det ansvar medlemsstaterna har för att människor med funktionsnedsättningar ska uppnå delaktighet och jämlikhet i samhället. Lagen om stöd och service till vissa funktionshindrade (LSS)  trädde i kraft 1993, mycket till följd av den svenska Independent Living-rörelsen. Under 90-talet inrättades också ämbetet Handikappombudsmannen som i januari 2009 uppgick i den för alla diskrimineringsgrunder gemensamma Diskrimineringsombudsmannen.

## 2000-talet
De tidiga organisationerna grundades till större del av människor utan funktionsnedsättning. Läkare, politiker, föreståndare för institutioner och andra experter samt dignitärer i samhället satt på styrelseposterna. Personer med funktionsnedsättning hade själva liten påverkan eller del i arbetet. Man företräddes istället av "experter". Likaså anställdes inte människor med funktionsnedsättning för att bedriva exempelvis påverkansarbete, bevaka rätt och anordna rekreation för det växande antalet medlemmar.  Detta kom senare att kritiseras som en del av den medicinska modellen och många organisationer har sedan länge krav på att styrelseposter måste innehas av människor som själva har funktionsnedsättning.
Från patient till medborgare – en nationell handlingsplan för handikappolitiken (prop 1999/2000) antogs av riksdagen i maj 2000. Myndigheten för handikappolitisksamordning Handisam bildades 2006 för att driva på genomförandet av handlingsplanen.
Den svenska funktionshinderrörelsen (57 organisationer) presenterade en alternativrapport till FN:s kommitté för ekonomiska, sociala och kulturella rättigheter. FN:s konvention om mänskliga rättigheter för personer med funktionsnedsättning antogs av generalförsamlingen 2008 och trädde i kraft i januari 2009 i Sverige.